# Celtic Football Club 2016-2017
Questa voce raccoglie le informazioni riguardanti il Celtic Football Club nelle competizioni ufficiali della stagione 2016-2017.

## Stagione
- In Scottish Premiership il Celtic si classifica al primo posto (106 punti) e vince per la 48ª volta il campionato.
- In Scottish Cup batte in finale l'Aberdeen (2-0) e vince per la 37ª volta la coppa.
- In Scottish League Cup batte in finale l'Aberdeen (3-0) e vince per la 16ª volta la coppa.
- In Champions League raggiunge la fase a gironi, dopo aver eliminato i gibilterrini del Lincoln Red Imps nel secondo turno preliminare (1-3), i kazaki dell'Astana nel terzo turno preliminare (2-3) e gli israeliani dell'Hapoel Be'er Sheva nel turno di spareggi (5-4). Inserito nel gruppo C con Barcellona, Manchester City e Borussia M'gladbach, si classifica al quarto posto con 3 punti.

## Maglie e sponsor
Per l'attuale stagione Dafabet diventa il nuovo sponsor ufficiale del Celtic, mentre New Balance continua ad essere fornitore e sponsor tecnico della compagine.
| Casa | Trasferta | Terza divisa |

## Organigramma societario
Area direttiva
- Presidente: Ian Bankier

Area tecnica
- Direttore sportivo della sezione calcistica: Glen Driscoll
- Allenatore: Brendan Rodgers
- Allenatore in seconda: Chris Davies
- Allenatore dei portieri: Stevie Woods
- Preparatore atletico: Jack Nayler, John Currie

Area marketing
- Direttore economico: Brian Meehan

Area sanitaria
- Medico sociale: Ian Sharpe
- Fisioterapisti: Jennifer Graham, Davie McGovern, Tim Williamson
- Nutrizionista: Rob Naughton

## Rosa
| N. |                           | Ruolo | Calciatore             |
| -- | ------------------------- | ----- | ---------------------- |
| 1  | Scozia (bandiera)         | P     | Craig Gordon           |
| 2  | Costa d'Avorio (bandiera) | D     | Kolo Touré             |
| 3  | Honduras (bandiera)       | D     | Emilio Izaguirre       |
| 4  | Nigeria (bandiera)        | D     | Efe Ambrose            |
| 5  | Croazia (bandiera)        | D     | Jozo Šimunović         |
| 6  | Israele (bandiera)        | C     | Nir Biton              |
| 7  | Turchia (bandiera)        | C     | Nadir Çiftçi           |
| 8  | Scozia (bandiera)         | C     | Scott Brown (capitano) |
| 9  | Scozia (bandiera)         | A     | Leigh Griffiths        |
| 10 | Francia (bandiera)        | A     | Moussa Dembélé         |
| 11 | Inghilterra (bandiera)    | A     | Scott Sinclair         |
| 12 | Costa Rica (bandiera)     | D     | Cristian Gamboa        |
| 14 | Scozia (bandiera)         | C     | Stuart Armstrong       |
| 15 | Scozia (bandiera)         | C     | Kris Commons           |
| 16 | Scozia (bandiera)         | C     | Gary Mackay-Steven     |
| 17 | Scozia (bandiera)         | C     | Ryan Christie          |
| 18 | Australia (bandiera)      | C     | Tom Rogić              |
| 20 | Belgio (bandiera)         | D     | Dedryck Boyata         |
| 23 | Svezia (bandiera)         | D     | Mikael Lustig          |

| N. |                           | Ruolo | Calciatore       |
| -- | ------------------------- | ----- | ---------------- |
| 24 | Paesi Bassi (bandiera)    | P     | Dorus de Vries   |
| 26 | Belgio (bandiera)         | P     | Logan Bailly     |
| 27 | Inghilterra (bandiera)    | C     | Patrick Roberts  |
| 28 | Danimarca (bandiera)      | D     | Erik Sviatchenko |
| 34 | Irlanda (bandiera)        | D     | Eoghan O'Connell |
| 35 | Norvegia (bandiera)       | D     | Kristoffer Ajer  |
| 38 | Italia (bandiera)         | P     | Leonardo Fasan   |
| 42 | Scozia (bandiera)         | C     | Callum McGregor  |
| 47 | Irlanda (bandiera)        | D     | Fiacre Kelleher  |
| 49 | Scozia (bandiera)         | C     | James Forrest    |
| 50 | Scozia (bandiera)         | D     | Jamie McCart     |
| 52 | Scozia (bandiera)         | C     | Joe Thomson      |
| 53 | Scozia (bandiera)         | C     | Liam Henderson   |
| 56 | Scozia (bandiera)         | D     | Anthony Ralston  |
| 59 | Scozia (bandiera)         | D     | Calvin Miller    |
| 63 | Scozia (bandiera)         | D     | Kieran Tierney   |
| 73 | Scozia (bandiera)         | C     | Michael Johnston |
| 76 | Scozia (bandiera)         | A     | Jack Aitchison   |
| 88 | Costa d'Avorio (bandiera) | C     | Kouassi Eboue    |

## Calciomercato

### Sessione estiva(dall'1/7 al 31/8)
| Acquisti | Acquisti        | Acquisti          | Acquisti               |
| R.       | Nome            | da                | Modalità               |
| -------- | --------------- | ----------------- | ---------------------- |
| D        | Kristoffer Ajer | Start             | definitivo (0,8 mln €) |
| A        | Moussa Dembélé  | Fulham            | definitivo (0,5 mln €) |
| D        | Kolo Touré      | Liverpool         | definitivo (0 mln €)   |
| C        | Scott Sinclair  | Aston Villa       | definitivo (3,5 mln €) |
| P        | Dorus de Vries  | Nottingham Forest | definitivo (0 mln €)   |
| D        | Cristian Gamboa | West Bromwich     | definitivo (0 mln €)   |

| Cessioni | Cessioni             | Cessioni            | Cessioni                  |
| R.       | Nome                 | a                   | Modalità                  |
| -------- | -------------------- | ------------------- | ------------------------- |
| D        | Jack Breslin         | Hamilton Academical | definitivo (0 mln €)      |
| D        | Calum Waters         | Alloa Athletic      | definitivo (0 mln €)      |
| D        | Blair Kidd           |                     | svincolato                |
| A        | Ciaran Lafferty      | Dunfermline         | definitivo (0 mln €)      |
| C        | Scott Allan          | Rotherham Utd       | prestito                  |
| A        | Anthony Stokes       | Blackburn           | definitivo (0 mln €)      |
| C        | Colin Kâzım-Richards | Coritiba            | definitivo (0,5 mln €)    |
| A        | Carlton Cole         | Sacramento Republic | definitivo (0 mln €)      |
| C        | Jamie Lindsay        | Greenock Morton     | prestito                  |
| A        | Stefan Šćepović      | Getafe              | definitivo (1 mln €)      |
| D        | Charlie Mulgrew      | Blackburn           | definitivo (0 mln €)      |
| D        | Stuart Findlay       | Newcastle Utd       | definitivo (0 mln €)      |
| C        | Aidan Nesbitt        | Greenock Morton     | prestito                  |
| C        | Michael Duffy        | Dundee              | prestito (fino a gennaio) |
| A        | Paul McMullan        | Dunfermline         | prestito                  |
| P        | Colin McCabe         | Stenhousemuir       | prestito                  |
| D        | Fiacre Kelleher      | Peterhead           | prestito                  |
| C        | Joe Thomson          | Dumbarton           | prestito (fino a gennaio) |
| D        | Darnell Fisher       | Rotherham Utd       | fine prestito             |
| C        | Luke Donnelly        | Alloa Athletic      | prestito (fino a gennaio) |
| C        | Stefan Johansen      | Fulham              | definitivo (2 mln €)      |
| C        | Innes Murray         | Hibernian           | fine prestito             |
| D        | Saidy Janko          | Barnsley            | prestito                  |

### Trasferimenti tra le due sessioni
| Acquisti | Acquisti | Acquisti | Acquisti |
| R.       | Nome     | da       | Modalità |
| -------- | -------- | -------- | -------- |

| Cessioni | Cessioni     | Cessioni  | Cessioni              |
| R.       | Nome         | a         | Modalità              |
| -------- | ------------ | --------- | --------------------- |
| C        | Kris Commons | Hibernian | prestito di emergenza |

### Sessione invernale(dal 3/1 al 31/1)
| Acquisti | Acquisti      | Acquisti  | Acquisti                   |
| R.       | Nome          | da        | Modalità                   |
| -------- | ------------- | --------- | -------------------------- |
| C        | Kris Commons  | Hibernian | fine prestito di emergenza |
| C        | Joe Thomson   | Dumbarton | fine prestito              |
| A        | Michael Duffy | Dundee    | fine prestito              |
| C        | Kouassi Eboue | Krasnodar | definitivo (2,8 mln €)     |

| Cessioni | Cessioni         | Cessioni           | Cessioni               |
| R.       | Nome             | a                  | Modalità               |
| -------- | ---------------- | ------------------ | ---------------------- |
| C        | Joe Thomson      | Queen of the South | prestito               |
| D        | Eoghan O'Connell | Walsall            | prestito               |
| A        | Theo Archibald   | Albion Rovers      | prestito               |
| D        | Kristoffer Ajer  | Kilmarnock         | prestito               |
| C        | Ryan Christie    | Aberdeen           | prestito               |
| A        | Michael Duffy    | Dundalk            | definitivo (0,4 mln €) |
| D        | Jamie McCart     | Inverness          | prestito               |
| D        | Aidan Mcilduff   | Queen's Park       | prestito               |
| P        | Leonardo Fasan   | Port Vale          | prestito               |

### Trasferimenti dopo la sessione invernale
| Acquisti | Acquisti | Acquisti | Acquisti |
| R.       | Nome     | da       | Modalità |
| -------- | -------- | -------- | -------- |

| Cessioni | Cessioni      | Cessioni        | Cessioni              |
| R.       | Nome          | a               | Modalità              |
| -------- | ------------- | --------------- | --------------------- |
| A        | Luke Donnelly | Greenock Morton | prestito di emergenza |
| A        | Nadir Çiftçi  | Pogoń Stettino  | prestito              |
| D        | Efe Ambrose   | Hibernian       | prestito di emergenza |

## Risultati

### Scottish Premiership

#### Stagione regolare
| Arbitro: | Beaton |

|                   |           |                         |
| Walker 36’ (rig.) | Marcatori | 8’ Forrest 81’ Sinclair |

| Arbitro: | Anderson |

|              |           |  |
| Sinclair 16’ | Marcatori |  |

| Arbitro: | Thomson |

|                                |           |                                                       |
| Swanson 83’ (rig.) MacLean 89’ | Marcatori | 28’ Griffiths 40’ Sinclair 44’ Forrest 90+2’ Christie |

| Arbitro: | Madden |

|                                                         |           |            |
| Griffiths 13’ Forrest 42’ Sinclair 87’ (rig.) Rogić 90’ | Marcatori | 32’ Rooney |

| Arbitro: | Collum |

|                                                    |           |            |
| Dembélé 33’, 42’, 83’ Sinclair 61’ Armstrong 90+2’ | Marcatori | 44’ Garner |

| Arbitro: | Robertson |

|                     |           |                        |
| King 26’ Fisher 89’ | Marcatori | 17’ Rogić 34’ Sinclair |

| Arbitro: | Walsh |

|                                                                          |           |               |
| Dembélé 35’, 38’ Forrest 52’ Griffiths 66’ Sinclair 72’ (rig.) Rogić 85’ | Marcatori | 32’ Coulibaly |

| Arbitro: | Dallas |

|  |           |           |
|  | Marcatori | 47’ Brown |

| Arbitro: | Beaton |

|                                 |           |  |
| Sinclair 18’ Dembélé 87’ (rig.) | Marcatori |  |

| Arbitro: | Allan |

|               |           |  |
| Griffiths 36’ | Marcatori |  |

| Arbitro: | Muir |

|  |           |                                                       |
|  | Marcatori | 3’ Roberts 83’ Armstrong 90+1’ Sinclair 90+3’ Dembélé |

| Arbitro: | McLean |

|  |           |           |
|  | Marcatori | 23’ Rogić |

| Arbitro: | Allan |

|                                      |           |  |
| Sinclair 48’ Griffiths 63’ Rogić 83’ | Marcatori |  |

| Arbitro: | Robertson |

|  |           |               |
|  | Marcatori | 44’ Armstrong |

| Arbitro: | Dallas |

|            |           |  |
| Boyata 72’ | Marcatori |  |

| Arbitro: | Clancy |

|                             |           |                                                  |
| Moult 3’, 35’ Ainsworth 71’ | Marcatori | 48’ McGregor 70’ Roberts 72’ Armstrong 90’ Rogić |

| Arbitro: | Thomson |

|             |           |                                               |
| Lindsay 61’ | Marcatori | 39’, 49’ Armstrong 50’ Griffiths 82’ McGregor |

| Arbitro: | Madden |

|                           |           |           |
| Griffiths 45+2’ Biton 57’ | Marcatori | 69’ Haber |

| Arbitro: | Collum |

|  |           |                                         |
|  | Marcatori | 41’ Griffiths 54’ Armstrong 84’ Dembélé |

| Arbitro: | Walsh |

|                                 |           |  |
| Sviatchenko 38’ Armstrong 45+1’ | Marcatori |  |

| Arbitro: | McLean |

|            |           |                          |
| Miller 12’ | Marcatori | 34’ Dembélé 70’ Sinclair |

| Arbitro: | Madden |

|                                                     |           |  |
| McGregor 29’ Sinclair 77’, 90+1’ (rig.) Roberts 80’ | Marcatori |  |

| Arbitro: | Beaton |

|            |           |  |
| Boyata 57’ | Marcatori |  |

| Arbitro: | Thomson |

|                              |           |                                                        |
| Watson 31’ Boyata 43’ (aut.) | Marcatori | 6’ Henderson 61’ (rig.), 75’, 85’ Dembélé 81’ Sinclair |

| Arbitro: | Robertson |

|                                |           |  |
| Dembélé 34’ (rig.) Forrest 41’ | Marcatori |  |

| Arbitro: | Allan |

|                         |           |  |
| Dembélé 45’, 59’ (rig.) | Marcatori |  |

| Arbitro: | Dallas |

|  |           |                                             |
|  | Marcatori | 43’ Sinclair 46’, 73’ Dembélé 66’ Armstrong |

| Arbitro: | Madden |

|               |           |          |
| Armstrong 35’ | Marcatori | 87’ Hill |

| Arbitro: | Collum |

|                  |           |                               |
| El Bakhtaoui 76’ | Marcatori | 45+1’ Šimunović 52’ Armstrong |

| Arbitro: | Clancy |

|  |           |                                                         |
|  | Marcatori | 24’, 27’, 84’ (rig.) Sinclair 55’ Armstrong 61’ Roberts |

| Arbitro: | Aitken |

|              |           |           |
| Sinclair 50’ | Marcatori | 64’ Azeez |

| Arbitro: | Thomson |

|                                        |           |           |
| Armstrong 22’ Sinclair 71’ Forrest 76’ | Marcatori | 65’ Jones |

| Arbitro: | Robertson |

|                              |           |                         |
| Gardyne 50’ Boyce 90’ (rig.) | Marcatori | 34’ Tierney 78’ Roberts |

#### Poule scudetto
| Arbitro: | Beaton |

|            |           |                                                                     |
| Miller 81’ | Marcatori | 7’ (rig.) Sinclair 18’ Griffiths 52’ McGregor 66’ Boyata 87’ Lustig |

| Arbitro: | Walsh |

|                                          |           |             |
| Roberts 47’, 62’ Boyata 52’ McGregor 71’ | Marcatori | 49’ MacLean |

| Arbitro: | McLean |

|           |           |                                      |
| Hayes 12’ | Marcatori | 3’ Boyata 8’ Armstrong 11’ Griffiths |

| Arbitro: | Dallas |

|  |           |                                                              |
|  | Marcatori | 18’ (rig.) Griffiths 26’ Rogić 41’, 84’ Roberts 82’ McGregor |

| Arbitro: | Beaton |

|                             |           |  |
| Griffiths 50’ Armstrong 76’ | Marcatori |  |

### Scottish Cup
| Arbitro: | Collum |

|  |           |                                        |
|  | Marcatori | 30’ Sinclair 77’ Dembélé 90’ Armstrong |

| Arbitro: | Clancy |

|                                                          |           |  |
| Lustig 20’ Dembélé 45’, 50’, 59’ Tierney 86’ Brown 90+1’ | Marcatori |  |

| Arbitro: | McLean |

|                                                   |           |           |
| Lustig 58’ Sinclair 59’ Dembélé 68’ Griffiths 78’ | Marcatori | 13’ Davis |

| Arbitro: | Collum |

|                                  |           |  |
| McGregor 11’ Sinclair 51’ (rig.) | Marcatori |  |

| Arbitro: | Madden |

|                           |           |          |
| Armstrong 11’ Rogić 90+2’ | Marcatori | 9’ Hayes |

### Scottish League Cup
| Arbitro: | Clancy |

|                                              |           |  |
| Rogić 20’, 76’ Dembélé 34’, 64’ Sinclair 61’ | Marcatori |  |

| Arbitro: | Muir |

|                         |           |  |
| Forrest 83’ Dembélé 90’ | Marcatori |  |

| Arbitro: | Thomson |

|  |           |             |
|  | Marcatori | 87’ Dembélé |

| Arbitro: | Beaton |

|  |           |                                          |
|  | Marcatori | 16’ Rogić 37’ Forrest 64’ (rig.) Dembélé |

### UEFA Champions League

#### Turni preliminari
| Arbitro: | Ekberg |

|              |           |  |
| Casciaro 48’ | Marcatori |  |

| Arbitro: | Frankowski |

|                                      |           |  |
| Lustig 23’ Griffiths 25’ Roberts 29’ | Marcatori |  |

| Arbitro: | Mazzoleni |

|                |           |               |
| Logvïnenko 19’ | Marcatori | 78’ Griffiths |

| Arbitro: | Kovács |

|                                             |           |             |
| Griffiths 45+3’ (rig.) Dembélé 90+1’ (rig.) | Marcatori | 62’ Ibraimi |

#### Play-off
| Arbitro: | Skomina |

|                                                     |           |                           |
| Rogić 9’ Griffiths 39’, 45+1’ Dembélé 73’ Brown 85’ | Marcatori | 55’ Maranhão 57’ Melikson |

| Arbitro: | Nijhuis |

|                     |           |  |
| Sahar 21’ Hoban 48’ | Marcatori |  |

#### Girone C
| Arbitro: | Hațegan |

|                                                           |           |  |
| Messi 3’, 27’, 60’ Neymar 50’ Iniesta 59’ Suárez 75’, 88’ | Marcatori |  |

| Arbitro: | Rizzoli |

|                                     |           |                                         |
| Dembélé 3’, 47’ Sterling 20’ (aut.) | Marcatori | 12’ Fernandinho 28’ Sterling 55’ Nolito |

| Arbitro: | Sidīropoulos |

|  |           |                     |
|  | Marcatori | 57’ Stindl 77’ Hahn |

| Arbitro: | de Sousa |

|            |           |                    |
| Stindl 32’ | Marcatori | 76’ (rig.) Dembélé |

| Arbitro: | Orsato |

|  |           |                       |
|  | Marcatori | 24’, 55’ (rig.) Messi |

| Arbitro: | Vinčić |

|              |           |            |
| Iheanacho 8’ | Marcatori | 4’ Roberts |

## Statistiche

### Statistiche di squadra
| Competizione         | Punti | In casa | In casa | In casa | In casa | In casa | In casa | In trasferta | In trasferta | In trasferta | In trasferta | In trasferta | In trasferta | Totale | Totale | Totale | Totale | Totale | Totale | DR   |
| Competizione         | Punti | G       | V       | N       | P       | Gf      | Gs      | G            | V            | N            | P            | Gf           | Gs           | G      | V      | N      | P      | Gf     | Gs     | DR   |
| -------------------- | ----- | ------- | ------- | ------- | ------- | ------- | ------- | ------------ | ------------ | ------------ | ------------ | ------------ | ------------ | ------ | ------ | ------ | ------ | ------ | ------ | ---- |
| Scottish Premiership | 106   | 19      | 17      | 2       | 0       | 47      | 8       | 19           | 17           | 2            | 0            | 59           | 17           | 38     | 34     | 4      | 0      | 106    | 25     | +81  |
| Scottish Cup         | -     | 2       | 2       | 0       | 0       | 10      | 1       | 3            | 3            | 0            | 0            | 7            | 1            | 5      | 5      | 0      | 0      | 17     | 2      | +15  |
| Scottish League Cup  | -     | 2       | 2       | 0       | 0       | 7       | 0       | 2            | 2            | 0            | 0            | 4            | 0            | 4      | 4      | 0      | 0      | 11     | 0      | +11  |
| Champions League     | 3     | 6       | 3       | 1       | 2       | 13      | 10      | 6            | 0            | 3            | 3            | 3            | 13           | 12     | 3      | 4      | 5      | 16     | 23     | -7   |
| Totale               | 109   | 29      | 24      | 3       | 2       | 77      | 19      | 31           | 22           | 5            | 3            | 72           | 31           | 59     | 46     | 8      | 5      | 150    | 50     | +100 |

### Andamento in campionato
| Giornata  | 1 | 2 | 3 | 4 | 5 | 6 | 7 | 8 | 9 | 10 | 11 | 12 | 13 | 14 | 15 | 16 | 17 | 18 | 19 | 20 | 21 | 22 | 23 | 24 | 25 | 26 | 27 | 28 | 29 | 30 | 31 | 32 | 33 | 34 | 35 | 36 | 37 | 38 |
| --------- | - | - | - | - | - | - | - | - | - | -- | -- | -- | -- | -- | -- | -- | -- | -- | -- | -- | -- | -- | -- | -- | -- | -- | -- | -- | -- | -- | -- | -- | -- | -- | -- | -- | -- | -- |
| Luogo     | T | C | T | C | C | T | C | T | C | C  | T  | T  | C  | T  | C  | T  | T  | C  | T  | C  | T  | C  | C  | T  | C  | C  | T  | C  | T  | T  | C  | C  | T  | T  | C  | T  | T  | C  |
| Risultato | V | V | V | V | V | N | V | V | V | V  | V  | V  | V  | V  | V  | V  | V  | V  | V  | V  | V  | V  | V  | V  | V  | V  | V  | N  | V  | V  | N  | V  | N  | V  | V  | V  | V  | V  |
| Posizione | 3 | 5 | 2 | 1 | 1 | 1 | 1 | 1 | 1 | 1  | 1  | 1  | 1  | 1  | 1  | 1  | 1  | 1  | 1  | 1  | 1  | 1  | 1  | 1  | 1  | 1  | 1  | 1  | 1  | 1  | 1  | 1  | 1  | 1  | 1  | 1  | 1  | 1  |

Legenda:

Luogo: C = Casa; T = Trasferta. Risultato: V = Vittoria; N = Pareggio; P = Sconfitta.

### Statistiche dei giocatori
In corsivo i giocatori che hanno lasciato la squadra a stagione già iniziata.
| Giocatore        | Premiership | Premiership | Premiership | Premiership | Scottish Cup | Scottish Cup | Scottish Cup | Scottish Cup | Scottish League Cup | Scottish League Cup | Scottish League Cup | Scottish League Cup | Competizioni UEFA | Competizioni UEFA | Competizioni UEFA | Competizioni UEFA | Totale   | Totale | Totale      | Totale     |
| Giocatore        | Presenze    | Reti        | Ammonizioni | Espulsioni  | Presenze     | Reti         | Ammonizioni  | Espulsioni   | Presenze            | Reti                | Ammonizioni         | Espulsioni          | Presenze          | Reti              | Ammonizioni       | Espulsioni        | Presenze | Reti   | Ammonizioni | Espulsioni |
| ---------------- | ----------- | ----------- | ----------- | ----------- | ------------ | ------------ | ------------ | ------------ | ------------------- | ------------------- | ------------------- | ------------------- | ----------------- | ----------------- | ----------------- | ----------------- | -------- | ------ | ----------- | ---------- |
| J. Aitchison     | 2           | 0           | 0           | 0           | 0            | 0            | 0            | 0            | 0                   | 0                   | 0                   | 0                   | 0                 | 0                 | 0                 | 0                 | 2        | 0      | 0           | 0          |
| K. Ajer          | 0           | 0           | 0           | 0           | 0            | 0            | 0            | 0            | 0                   | 0                   | 0                   | 0                   | 1                 | 0                 | 0                 | 0                 | 1        | 0      | 0           | 0          |
| E. Ambrose       | 0           | 0           | 0           | 0           | 0            | 0            | 0            | 0            | 0                   | 0                   | 0                   | 0                   | 2                 | 0                 | 1                 | 0                 | 2        | 0      | 1           | 0          |
| S. Armstrong     | 31          | 15          | 1           | 0           | 4            | 2            | 0            | 0            | 3                   | 0                   | 0                   | 0                   | 9                 | 0                 | 1                 | 0                 | 47       | 17     | 2           | 0          |
| L. Bailly        | 0           | -0          | 0           | 0           | 0            | -0           | 0            | 0            | 0                   | -0                  | 0                   | 0                   | 0                 | -0                | 0                 | 0                 | 0        | -0     | 0           | 0          |
| N. Biton         | 26          | 1           | 4           | 0           | 3            | 0            | 1            | 0            | 2                   | 0                   | 1                   | 0                   | 8                 | 0                 | 1                 | 0                 | 39       | 1      | 7           | 0          |
| D. Boyata        | 17          | 5           | 3           | 0           | 5            | 0            | 0            | 0            | 0                   | 0                   | 0                   | 0                   | 0                 | 0                 | 0                 | 0                 | 22       | 5      | 3           | 0          |
| S. Brown         | 33          | 1           | 11          | 1           | 5            | 1            | 0            | 0            | 4                   | 0                   | 2                   | 0                   | 12                | 1                 | 3                 | 0                 | 54       | 3      | 16          | 1          |
| N. Çiftçi        | 1           | 0           | 0           | 0           | 1            | 0            | 0            | 0            | 1                   | 0                   | 0                   | 0                   | 2                 | 0                 | 0                 | 0                 | 5        | 0      | 0           | 0          |
| R. Christie      | 5           | 1           | 0           | 0           | 0            | 0            | 0            | 0            | 1                   | 0                   | 0                   | 0                   | 1                 | 0                 | 0                 | 0                 | 7        | 1      | 0           | 0          |
| C. Cole          | 0           | 0           | 0           | 0           | 0            | 0            | 0            | 0            | 0                   | 0                   | 0                   | 0                   | 0                 | 0                 | 0                 | 0                 | 0        | 0      | 0           | 0          |
| K. Commons       | 0           | 0           | 0           | 0           | 0            | 0            | 0            | 0            | 0                   | 0                   | 0                   | 0                   | 0                 | 0                 | 0                 | 0                 | 0        | 0      | 0           | 0          |
| D. de Vries      | 4           | -5          | 0           | 0           | 0            | -0           | 0            | 0            | 0                   | -0                  | 0                   | 0                   | 1                 | -7                | 0                 | 0                 | 5        | -12    | 0           | 0          |
| M. Dembélé       | 29          | 17          | 3           | 0           | 4            | 5            | 0            | 0            | 4                   | 5                   | 0                   | 0                   | 12                | 5                 | 0                 | 0                 | 49       | 32     | 3           | 0          |
| M. Duffy         | 0           | 0           | 0           | 0           | 0            | 0            | 0            | 0            | 0                   | 0                   | 0                   | 0                   | 0                 | 0                 | 0                 | 0                 | 0        | 0      | 0           | 0          |
| K. Eboue         | 4           | 0           | 1           | 0           | 2            | 0            | 1            | 0            | 0                   | 0                   | 0                   | 0                   | 0                 | 0                 | 0                 | 0                 | 6        | 0      | 2           | 0          |
| J. Forrest       | 28          | 6           | 2           | 0           | 2            | 0            | 0            | 0            | 4                   | 2                   | 0                   | 0                   | 11                | 0                 | 1                 | 0                 | 45       | 8      | 3           | 0          |
| C. Gamboa        | 17          | 0           | 0           | 0           | 1            | 0            | 0            | 0            | 1                   | 0                   | 0                   | 0                   | 2                 | 0                 | 0                 | 0                 | 21       | 0      | 0           | 0          |
| C. Gordon        | 35          | -20         | 3           | 0           | 5            | -2           | 0            | 0            | 4                   | -0                  | 1                   | 0                   | 11                | -16               | 1                 | 0                 | 55       | -38    | 5           | 0          |
| L. Griffiths     | 23          | 12          | 4           | 0           | 3            | 1            | 0            | 0            | 2                   | 0                   | 1                   | 0                   | 9                 | 5                 | 1                 | 0                 | 37       | 18     | 6           | 0          |
| L. Henderson     | 9           | 1           | 1           | 0           | 1            | 0            | 0            | 0            | 1                   | 0                   | 0                   | 0                   | 1                 | 0                 | 0                 | 0                 | 12       | 1      | 1           | 0          |
| E. Izaguirre     | 12          | 0           | 2           | 0           | 0            | 0            | 0            | 0            | 2                   | 0                   | 0                   | 0                   | 4                 | 0                 | 1                 | 0                 | 18       | 0      | 3           | 0          |
| M. Johnston      | 1           | 0           | 0           | 0           | 0            | 0            | 0            | 0            | 0                   | 0                   | 0                   | 0                   | 0                 | 0                 | 0                 | 0                 | 1        | 0      | 0           | 0          |
| M. Lustig        | 29          | 1           | 5           | 0           | 5            | 2            | 1            | 0            | 4                   | 0                   | 0                   | 0                   | 11                | 1                 | 3                 | 0                 | 49       | 4      | 9           | 0          |
| G. Mackay-Steven | 8           | 0           | 0           | 0           | 1            | 0            | 0            | 0            | 0                   | 0                   | 0                   | 0                   | 1                 | 0                 | 0                 | 0                 | 10       | 0      | 0           | 0          |
| J. McCart        | 0           | 0           | 0           | 0           | 0            | 0            | 0            | 0            | 0                   | 0                   | 0                   | 0                   | 1                 | 0                 | 0                 | 0                 | 1        | 0      | 0           | 0          |
| C. McGregor      | 30          | 6           | 3           | 1           | 4            | 1            | 0            | 0            | 2                   | 0                   | 0                   | 0                   | 9                 | 0                 | 1                 | 0                 | 45       | 7      | 4           | 1          |
| C. Miller        | 1           | 0           | 0           | 0           | 0            | 0            | 0            | 0            | 0                   | 0                   | 0                   | 0                   | 0                 | 0                 | 0                 | 0                 | 1        | 0      | 0           | 0          |
| A. Nesbit        | 0           | 0           | 0           | 0           | 0            | 0            | 0            | 0            | 0                   | 0                   | 0                   | 0                   | 0                 | 0                 | 0                 | 0                 | 0        | 0      | 0           | 0          |
| E. O'Connell     | 2           | 0           | 0           | 0           | 0            | 0            | 0            | 0            | 1                   | 0                   | 0                   | 0                   | 4                 | 0                 | 1                 | 0                 | 7        | 0      | 1           | 0          |
| A. Ralston       | 1           | 0           | 0           | 0           | 0            | 0            | 0            | 0            | 0                   | 0                   | 0                   | 0                   | 1                 | 0                 | 0                 | 0                 | 2        | 0      | 0           | 0          |
| P. Roberts       | 32          | 9           | 1           | 0           | 4            | 0            | 0            | 0            | 2                   | 0                   | 0                   | 0                   | 9                 | 2                 | 0                 | 0                 | 47       | 11     | 1           | 0          |
| T. Rogić         | 22          | 7           | 1           | 0           | 2            | 1            | 1            | 0            | 4                   | 3                   | 1                   | 0                   | 9                 | 1                 | 0                 | 0                 | 37       | 12     | 3           | 0          |
| J. Šimunović     | 25          | 1           | 4           | 0           | 3            | 0            | 1            | 0            | 3                   | 0                   | 0                   | 0                   | 2                 | 0                 | 0                 | 0                 | 33       | 1      | 5           | 0          |
| S. Sinclair      | 35          | 21          | 2           | 0           | 5            | 3            | 0            | 0            | 3                   | 1                   | 0                   | 0                   | 7                 | 0                 | 1                 | 0                 | 50       | 25     | 3           | 0          |
| E. Sviatchenko   | 28          | 1           | 3           | 0           | 3            | 0            | 0            | 0            | 3                   | 0                   | 0                   | 0                   | 9                 | 0                 | 1                 | 0                 | 43       | 1      | 4           | 0          |
| K. Tierney       | 24          | 1           | 1           | 0           | 5            | 1            | 0            | 0            | 2                   | 0                   | 0                   | 0                   | 9                 | 0                 | 1                 | 0                 | 40       | 2      | 2           | 0          |
| K. Touré         | 9           | 0           | 1           | 0           | 1            | 0            | 0            | 0            | 1                   | 0                   | 0                   | 0                   | 6                 | 0                 | 1                 | 0                 | 17       | 0      | 2           | 0          |